# Chiesa di San Lorenzo (Corniglio, Vestola)
La chiesa di San Lorenzo è un luogo di culto cattolico dalle forme barocche, situato in via Vestola 11 a Vestola, frazione di Corniglio, in provincia e diocesi di Parma; è sede di una parrocchia compresa nella zona pastorale della Montagna.

## Storia
Il luogo di culto originario fu edificato in epoca altomedievale; la più antica testimonianza della sua esistenza risale al 9 ottobre 995, quando la capella qui est in onore S. Laurentii fu menzionata in una donazione. L'edificio fu successivamente citato nel 1354 e nel 1493 tra le dipendenze della pieve di Beduzzo.
In seguito la chiesa cadde nel degrado, tanto che in un documento del 1520 risultava unita a quella di Petrignacola; nel 1579 il vescovo di Rimini Giovanni Battista Castelli, nel corso della sua visita pastorale, ne ordinò la completa ristrutturazione e conseguentemente negli anni seguenti l'edificio fu ricostruito in forme barocche.
Tra la fine del XVIII e gli inizi del XIX secolo fu edificata la cappella sul lato destro, mentre il campanile fu innalzato solo dopo il 1829.
Nel 1944, durante la seconda guerra mondiale, l'adiacente canonica fu devastata da un incendio e fu ricostruita pochi anni dopo.

## Descrizione

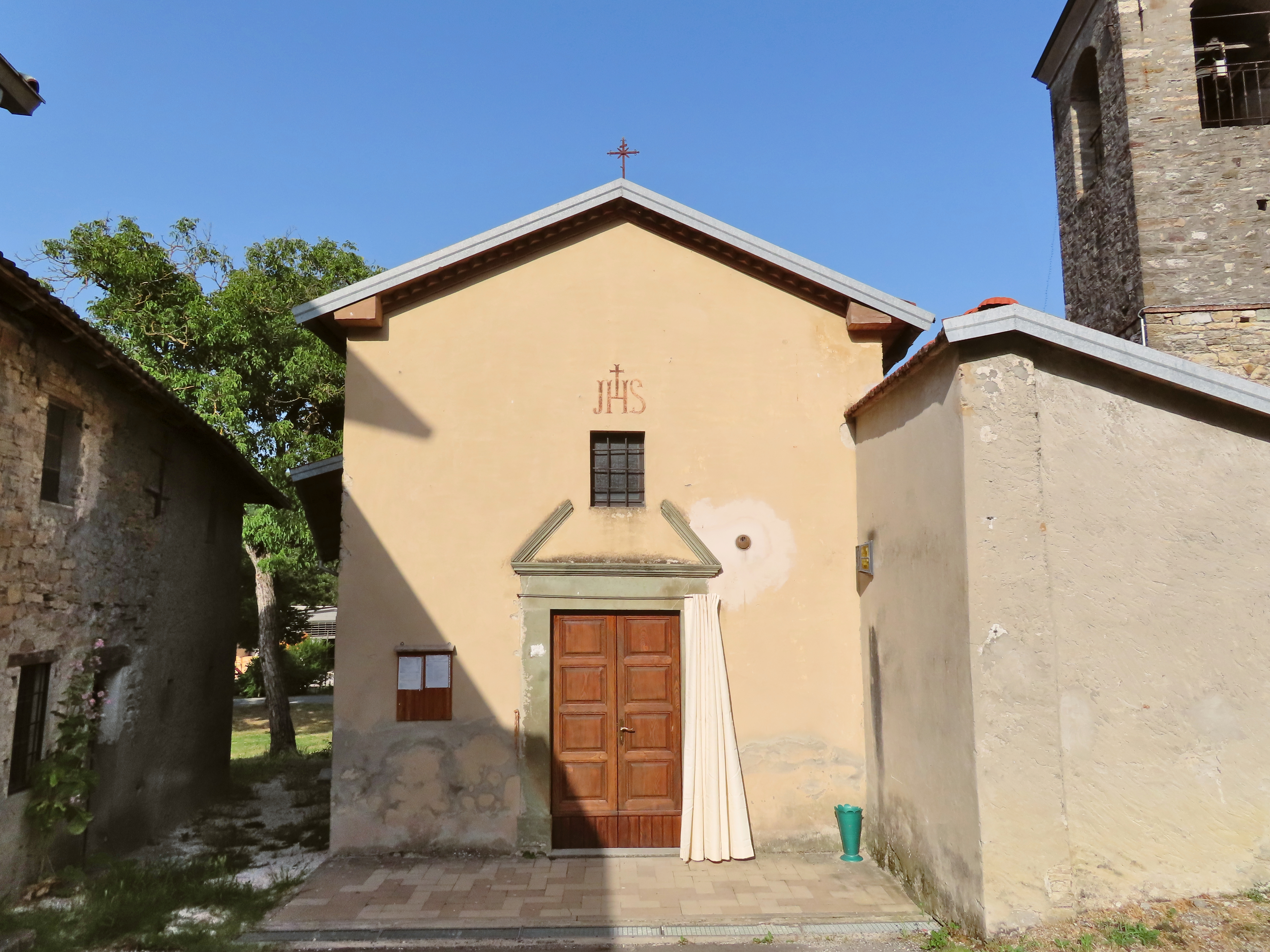
Facciata

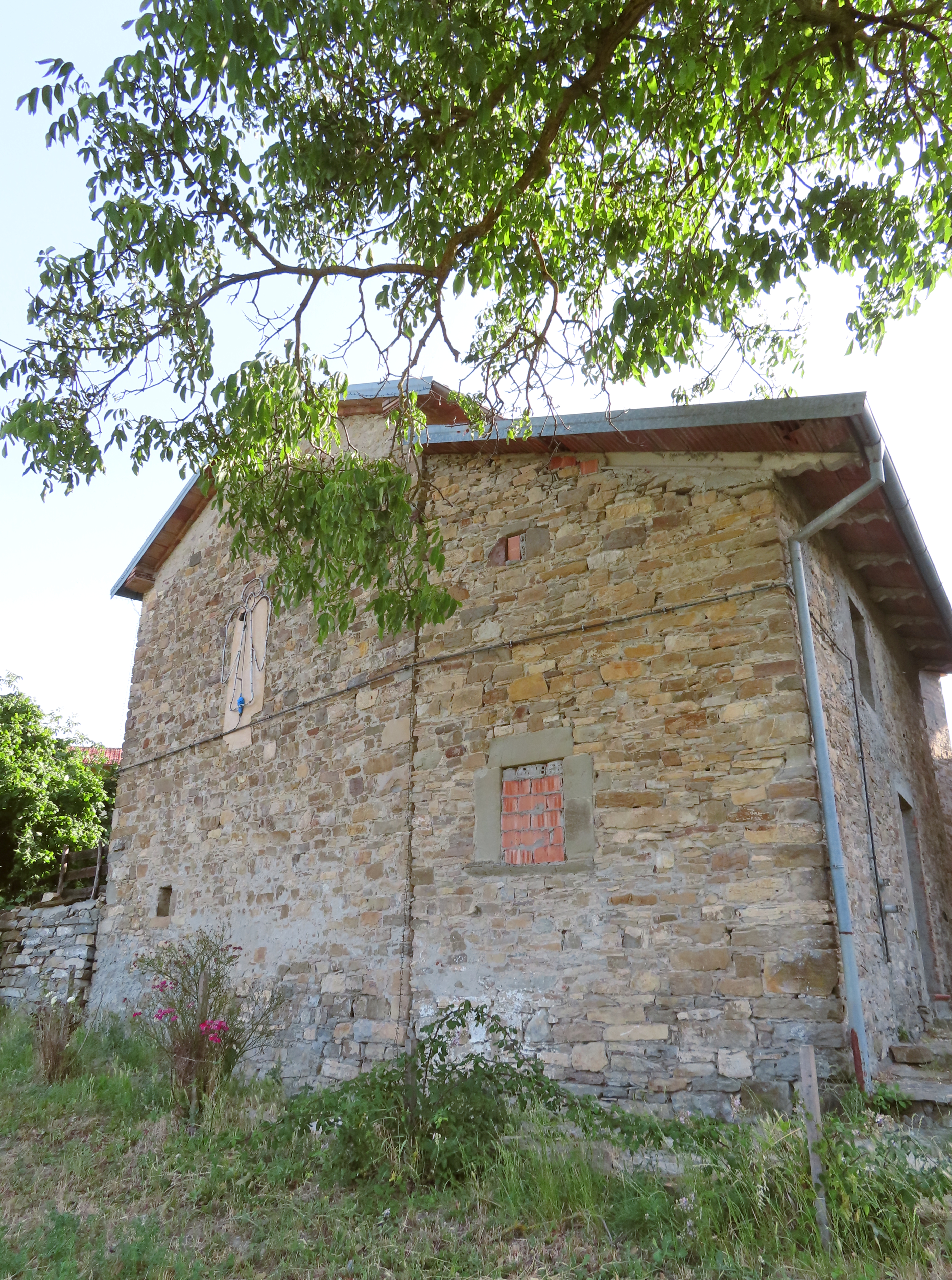
Retro e lato nord

La chiesa si sviluppa su un impianto a navata unica affiancata da una cappella sulla destra e una nicchia sulla sinistra, con ingresso a ovest e presbiterio a est.
La semplice e simmetrica facciata a capanna, interamente intonacata, è caratterizzata dalla presenza dell'ampio portale d'ingresso centrale, delimitato da una cornice in pietra e coronato da un frontone triangolare spezzato, al cui interno si apre una piccola finestra di forma rettangolare, priva di cornice; in sommità corre lungo gli spioventi del tetto un sottile cornicione.
Sulla destra, a breve distanza dal tempio, si erge su un alto basamento a scarpa il massiccio campanile in pietra, accessibile attraverso una porta sul fondo; la cella campanaria si affaccia sulle quattro fronti attraverso ampie monofore ad arco a tutto sesto; in sommità, oltre il cornicione si innalza nel mezzo una guglia piramidale metallica.
All'interno la navata, coperta da una volta a botte ornata con un motivo a finti cassettoni, è decorata lateralmente con lesene e cornicioni dipinti; sulla destra la cappella si affaccia sull'aula attraverso un'ampia arcata a tutto sesto, mentre di fronte si apre una grande nicchia, contenente il confessionale.
Il presbiterio, lievemente sopraelevato, è preceduto dall'arco trionfale, decorato con affreschi a tema religioso; l'ambiente, coronato da una volte a crociera affrescata, ospita nel mezzo l'altare maggiore ligneo a mensa, aggiunto intorno al 1980.